# 吉川平介
吉川 平介（きっかわ へいすけ、生年不詳 - 天正16年12月5日〈1589年1月21日〉）は安土桃山時代の豊臣政権の官僚。豊臣秀長の配下として、紀伊国の統治にあたった。
もとは織田信長の下で伊勢大湊の船奉行を務めていた。本能寺の変の直後に伊賀越えをした徳川家康のために三河に帰国するための船を用意したのは平介とされている。羽柴秀吉の紀州攻めの後、羽柴秀長の配下として紀伊湊に入り、七千石を与えられて雑賀に築城した。天正14年（1586年）に北山一揆が勃発すると、秀長に従って出陣し、一揆を鎮圧した。
紀伊湊は紀伊の特産である木材の集散地であり、同地を支配する平介は「山奉行」として材木の管理・調達の任に当たった。当時畿内では方広寺大仏殿（京の大仏）の建立などのため、熊野木材の商品価値が高かった。
天正16年に秀長の命令で熊野の木材2万余本を伐採して大坂で販売したが、その売買の代金を着服して私腹を肥やしたことが秀吉に報告され、同年12月5日に大和西大寺で処刑、首は洛中にさらされた。この事件では秀長も部下の監督責任を問われ、「天下の面目を失った」（『多聞院日記』）上に、翌年正月の礼で秀吉への拝謁を許されなかった。
なお、同じ平介（平助）と称した息子がおり、父親の罪に連座せずにそのまま秀長及び養子の秀保に仕えた。しかし、秀保が亡くなると他の家臣のように秀吉に取り立てられることなく放浪の身となる。その後、その息子である庄兵衛は武士を捨てて商人となり、その息子（すなわち本項平介の曾孫）である松屋庄太夫は京都三条通菱屋町にて商家を構えたという。